# Folsomides viridescens
Folsomides viridescens är en urinsektsart som beskrevs av Romuald J. Pomorski 200. Folsomides viridescens ingår i släktet Folsomides och familjen Isotomidae. Inga underarter finns listade i Catalogue of Life.